# Tramlijn Berlicum - Zuid-Willemsvaart
De tramlijn Berlicum - Zuid-Willemsvaart is een voormalige tramlijn van Berlicum naar Poeldonk. 

## Geschiedenis
Het gedeelte van Sint-Oedenrode tot Sint-Michielsgestel werd geopend op 15 mei 1933 door de Stoomtram 's-Hertogenbosch - Helmond - Veghel - Oss als vervanging voor het gedeelte tussen 's-Hertogenbosch en Berlicum van de Tramlijn 's-Hertogenbosch - Helmond dat tegelijkertijd gesloten werd. De lijn had een korte bestaansduur en werd gesloten voor personenvervoer op 22 mei 1934 en voor goederenvervoer op 9 januari 1937.  De tramrails zijn opgebroken.